# Särkisaari (ö i Norra Karelen, Joensuu, lat 62,50, long 29,07)
Särkisaari är en ö i Finland. Den ligger i sjön Suurijärvi och i kommunen Libelits i den ekonomiska regionen  Joensuu ekonomiska region  och landskapet Norra Karelen, i den sydöstra delen av landet, 300 km nordost om huvudstaden Helsingfors. Öns area är 1 hektar och dess största längd är 140 meter i nord-sydlig riktning.